# Historia de las Fuerzas Armadas de Ucrania
La Historia de las Fuerzas Armadas de Ucrania data desde inicios del siglo XX con la creación de la República Popular Ucraniana, desde entonces ha tenido grandes transformaciones hasta la actualidad.

## Origen
Su formación se remonta a principios del siglo XX, coincidiendo con la creación de la República Popular Ucraniana (RPU), durante la Guerra de Independencia de Ucrania, tras la Primera Guerra Mundial y la desintegración de los imperios europeos. El precursor del primer ejército de la RPU fue la agrupación de formaciones militares nacionales dentro del Ejército Real del Imperio austrohúngaro y la legión de Fusileros Ucranianos del Sich, formados por organizaciones paramilitares ucranianas de Galicia. 
La revolución bolchevique resultó en una guerra híbrida entre el ejército bolchevique y el ejército blanco. Durante esta guerra se formó el Ejército de la RPU, aunque su desarrollo fue interrumpido por la administración alemana y continuó de forma limitada tras el establecimiento del Hetmanato. Bajo Pavló Skoropadski, el Hetmanato intentó un enfoque más sistemático en el desarrollo de las fuerzas armadas, aunque con errores significativos. Esto resultó en la rebelión contra el Hetmanato y la reorientación de las Potencias Centrales tras su derrota en la Primera Guerra Mundial.
Simultáneamente, tras la caída del Imperio ruso en 1917, se formaron diversas unidades militares en tierras ucranianas, incluidos los cosacos libres, el ejército rebelde ucraniano de Majnó y los cosacos rojos bolcheviques, que luego se integraron en el Ejército Rojo. Tras el colapso del Imperio austrohúngaro en 1918, el ejército ucraniano de Galicia y los fusileros ucranianos Sich del antiguo ejército austrohúngaro defendieron la República Popular de Ucrania Occidental.

## Ejército Insurgente Ucraniano
Durante la Segunda Guerra Mundial, los ucranianos realizaron diversos esfuerzos para recuperar su independencia, organizando unidades armadas y alianzas, incluido el Ejército Insurgente Ucraniano (UPA). Fundado en 1942, el UPA operó principalmente en el oeste de Ucrania, realizando acciones tanto contra las fuerzas de ocupación alemanas como contra el ejército soviético, con el objetivo de establecer un estado ucraniano independiente.
A pesar de su persistencia, las fuerzas insurgentes ucranianas fueron finalmente derrotadas por la maquinaria militar soviética. Tras la victoria soviética en la Segunda Guerra Mundial, el UPA y otras organizaciones independentistas fueron sistemáticamente desmanteladas por las fuerzas de seguridad soviéticas. Los líderes y combatientes del UPA fueron capturados, ejecutados o deportados a campos de trabajo en Siberia.
Como consecuencia de esta represión, los ucranianos se vieron obligados a integrarse nuevamente en el ejército soviético. La aspiración de independencia fue sofocada y Ucrania permaneció bajo control soviético hasta la disolución de la Unión Soviética en 1991, momento en el cual alcanzó finalmente la independencia. Durante los años de dominio soviético, la historia y las contribuciones del Ejército Insurgente Ucraniano fueron suprimidas, aunque su legado perduró como símbolo de la resistencia nacional.

## Colapso de la URSS
Las capacidades militares de Ucrania en 1991 fueron heredadas de la Unión Soviética, de la cual la RSS de Ucrania era miembro. Las formaciones militares soviéticas ucranianas anteriores, como los Cosacos Rojos, fueron progresivamente integradas o eliminadas. Durante la disolución de la URSS entre 1990 y 1991, había 780 000 efectivos soviéticos en Ucrania, sin un Ministerio de Defensa nacional ni estructuras de comando independientes. Las fuerzas armadas de Ucrania incluían más de 350 buques, 1 500 aviones de combate y 1 272 ojivas nucleares. El 24 de agosto de 1991, la Rada Suprema, asumió la jurisdicción sobre las fuerzas armadas soviéticas en Ucrania y estableció el Ministerio de Defensa Ucraniano. El 6 de diciembre de 1991, se aprobaron leyes clave sobre defensa y fuerzas armadas, y el Ukaz Presidencial 4 el 12 de diciembre de 1991. Ucrania suspendió sus derechos sobre las Fuerzas Estratégicas de Disuasión Soviéticas y participó en negociaciones para crear un comando militar conjunto de la CEI.

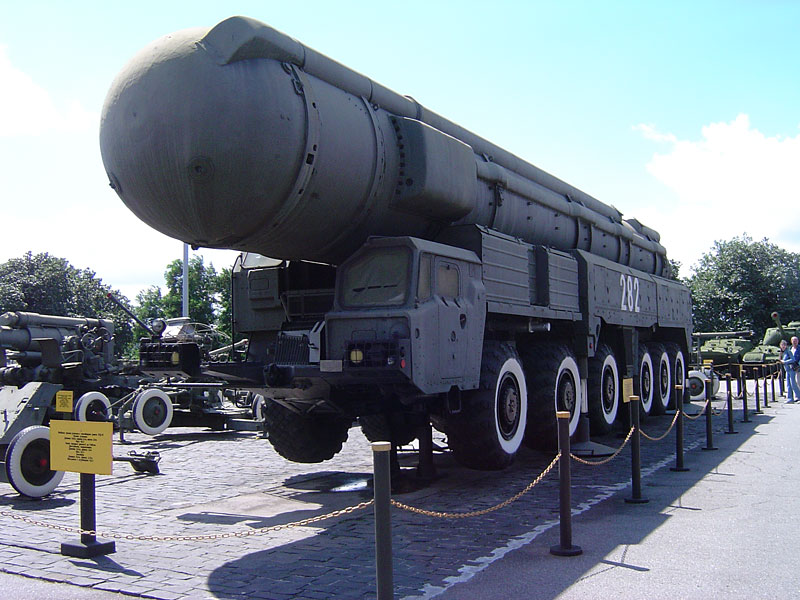
SS-20 en exposición en el Museo de la Gran Guerra Patriótica, Kiev.

Ucrania posee grandes reservas de uranio altamente enriquecido, dos minas de uranio, fábricas de procesamiento y tecnología para determinar la composición isotópica de materiales fisionables. En el proceso de formación de una fuerza militar nacional, Ucrania acordó reducir sus armas nucleares bajo la iniciativa START y firmó el Tratado de las Fuerzas Armadas Convencionales en Europa (FACE), que limitaba el armamento en la región, Ucrania abandonó voluntariamente este y otro armamento nuclear a principios de la década de 1990, siendo la primera vez que un país renunciaba a armas nucleares estratégicas. El Tratado de Taskent de 1992, que excluyó a la CEI de aspiraciones militares comunes, también fue clave para la creación de las Fuerzas Armadas Ucranianas. Las fuerzas militares de Ucrania, bajo el comando del Presidente y supervisadas por la Rada Suprema, están influenciadas por tácticas de la Guerra Fría y las Fuerzas Armadas Soviéticas. Bajo el presidente Yúshchenko, Ucrania buscó una integración con Occidente, especialmente con la OTAN. 
Con el tiempo, Ucrania ha desarrollado su industria militar, destacándose en el desarrollo del tanque T-84 y en la tecnología de misiles. Aunque recibió el 30% de la industria militar soviética, enfrentó competencia en el mercado armamentístico global, lo que llevó a la exportación de armas a países políticamente inestables.

## Despliegue fuera de Ucrania
Ucrania ha estado jugando un papel creciente en operaciones de mantenimiento de la paz. Desde 1992, más de 30 000 soldados han tomado parte en misiones en la antigua Yugoslavia (IFOR en Bosnia y Herzegovina, UNPROFOR y UNTAES en Croacia, KFOR en Serbia/Kosovo), Oriente Medio (Sur del Líbano, Kuwait, Irak), en el continente africano (Angola, Sierra Leona, Liberia).
Desde 1997, ha estado trabajando estrechamente con la OTAN, y especialmente con Polonia. Una unidad ucraniana fue desplegada en Irak, como parte de la fuerza multinacional en Irak bajo mando polaco. Tropas ucranianas también están desplegadas como parte del Batallón Ucraniano-Polaco (UKRPOLBAT) en Kosovo. El despliegue militar ucraniano total en todo el mundo a 1 de agosto de 2009 era de 540 soldados participando en 8 misiones de mantenimiento de la paz.
La primera batalla de una formación regular de las Fuerzas Armadas Ucranianas sucedió el 6 de abril de 2004 en Kut, Irak, cuando el contingente ucraniano de mantenimiento de la paz fue atacado por militantes del Ejército de al-Mahdi. Los ucranianos abrieron fuego, y se tardó varias horas en tomar los objetivos que tenían asignados asegurar.
| País         | Misión/Batallón | Tropas desplegadas                                             |
| ------------ | --------------- | -------------------------------------------------------------- |
| Afganistán   | ISAF            | 13 oficiales (3 oficiales médicos)                             |
| El Congo     | MONUC           | 12 expertos en misión                                          |
| Irak         | NTM-I           | 10 oficiales                                                   |
| Serbia       | KFOR            | 128 soldados                                                   |
| Serbia       | UNMIK           | 1 Jefe de Estado Mayor, Militar de Enlace, 1 oficial de enlace |
| Liberia      | UNMIL           | 277 tropas contingentes, 2 experto en misiones                 |
| Transnistria | -               | 10 observadores militares                                      |
| Sudán        | UNMIS           | 9 expertos en misiones                                         |
| Mali         | -               | 20 soldados                                                    |

## Guerra del Dombás
Tras el éxito del Euromaidán en Kiev en febrero de 2014, Rusia lanzó una agresión militar contra Ucrania. 
Su primera etapa fue la intervención en Crimea a finales de febrero de 2014 con el inicio simultáneo de ejercicios militares a gran escala en la frontera con Ucrania, aprovechando Rusia que Ucrania carecía de cualquier tipo de liderazgo político o militar ya que el expresidente Víktor Yanukóvich, el ministro de Defensa Pável Lébedev y varias figuras clave, incluido el jefe del Ministerio del Interior, huyeron a Rusia. Dada la parálisis de los órganos principales y la falta de capacidad de las Fuerzas Armadas de Ucrania para desplegar un número suficiente de tropas, el Consejo de Seguridad Nacional y Defensa de Ucrania en su reunión del 28 de febrero de 2014 decidió no introducir la ley marcial, por lo que las Fuerzas Armadas de Ucrania no se utilizaron para proteger la integridad territorial y la soberanía del estado. El 1 de marzo, Denís Berezovsky fue nombrado comandante de la Armada de Ucrania, y al día siguiente cambió de bando. El 18 de marzo, Crimea fue anexionada por Rusia. A finales de marzo de 2014, Ucrania había perdido el 85% de su flota y aproximadamente el 50% del ejército ucraniano de Crimea había jurado lealtad a Ucrania. En dos incidentes durante la anexión de las tropas rusas, dos soldados de las Fuerzas Armadas fueron asesinados: Serhiy Kokurin y Stanislav Karachevsky.
Al mismo tiempo que los eventos en Crimea, Rusia coordinó propaganda prorrusa en Ucrania oriental, la primavera rusa, y lanzó actividades de sabotaje. Para evitar un mayor avance de Rusia, las unidades existentes de las Fuerzas Armadas de Ucrania comenzaron a desplegarse cerca de Crimea y en las fronteras orientales de Ucrania, en las regiones de Cherníhiv, Sumy, Járkiv, Lugansk y Donetsk. El 12 de abril, grupos de sabotaje rusos dirigidos por oficiales de servicios especiales rusos tomaron varias ciudades en la región de Donetsk, que se convirtió en el comienzo de la guerra en el este de Ucrania. En respuesta, las autoridades ucranianas anunciaron el lanzamiento de una operación antiterrorista sin la introducción de la ley marcial que involucra a las Fuerzas Armadas de Ucrania.
Las tropas vigentes al comienzo de la operación militar a partir del otoño de 2014 sufrieron graves pérdidas en equipos y personal. El presidente Petró Poroshenko señaló que las unidades que participaron en los combates perdieron hasta el 65% del equipo.

## Reforma
En 2015, Ucrania inició una significativa reforma militar. El número de tropas aumentó a 250 000 y el presupuesto de defensa se incrementó. El apoyo financiero al personal militar fue revisado. El 18 de noviembre de 2015, un decreto presidencial eliminó los títulos honorarios y premios estatales de la URSS de las unidades militares. Se comenzaron a buscar títulos honorarios basados en la tradición militar ucraniana.
Entre 2016 y 2018, varias brigadas recibieron nuevos nombres: la 24.ª Brigada se denominó «Rey Danilo de Leópolis», la 72.ª Brigada «Cosacos Negros» y la 93.ª Brigada «Barranco Frío». Para fines de 2018, se planeaba establecer un sistema de control militar automatizado. Algunos elementos de este sistema ya estaban en uso en la zona de combate de Donbás desde febrero de 2018, aunque el nivel de automatización no superaba el 30%.
El 25 de abril de 2018, el Jefe del Estado Mayor General, Víktor Muzhenko, aprobó un programa para la restauración e introducción de tradiciones militares nacionales en las Fuerzas Armadas. El 28 de junio de 2018, Muzhenko implementó una orden para condenar los regímenes totalitarios comunistas y nazis y prohibir su simbolismo. En julio de 2018, se llevó a cabo un importante proyecto de construcción de dormitorios para militares contratados, proporcionando alojamiento para 125 personas por unidad. En octubre de 2018, se desarrolló un proyecto de viviendas con apartamentos inteligentes para suboficiales. Se planificó la construcción de estas viviendas en 2019, con operatividad programada para 2020.
Después de las elecciones parlamentarias de 2019, el Tribunal Administrativo del Distrito de Kiev declaró inválida una orden del Ministerio de Defensa que preveía la reforma alimentaria en las Fuerzas Armadas. El 31 de agosto de 2019, la OTAN incluyó a Ucrania en la lista de países que utilizan el software LOGFAS. En febrero de 2019, se redujo el programa de construcción de viviendas para el personal militar.

## Invasión rusa
El 24 de febrero de 2022, las Fuerzas Armadas de Rusia iniciaron la invasión rusa de Ucrania de 2022, parte de la guerra ruso-ucraniana. Se movilizó a la reserva y decenas de miles de voluntarios se unieron a la resistencia ucraniana.
Ucrania recibió miles de millones de dólares y armamento militar por parte de diversos gobiernos y organizaciones, principalmente Estados Unidos y la Unión Europea.